# Paolo Milanoli
Paolo Milanoli (* 7. Dezember 1969 in Alessandria) ist ein ehemaliger italienischer Degenfechter.

## Erfolge
Paolo Milanoli wurde 1993 in Essen mit der Mannschaft und 2001 in Nîmes im Einzel Weltmeister. Darüber hinaus sicherte er sich 1999 im Mannschaftswettbewerb in Bozen den Europameistertitel und wurde 2001 im Einzel in Koblenz Vizeeuropameister. 1994 in Krakau und 2006 in Izmir gewann er jeweils Bronze in der Einzel- bzw. in der Mannschaftskonkurrenz. Bei den Olympischen Spielen im Jahr 2000 in Sydney zog er mit der italienischen Equipe ins Finale ein, das Italien mit 39:38 gegen Frankreich gewann. Gemeinsam mit Angelo Mazzoni, Maurizio Randazzo und Alfredo Rota wurde er somit Olympiasieger. In der Einzelkonkurrenz belegte er Rang 13.
2000 wurde Milanoli zum Commendatore des Verdienstordens der Italienischen Republik ernannt.